# Большой сговор (Южный Парк)
«Большой сговор» (англ. The Big Fix) — второй эпизод двадцать пятого сезона американского мультсериала «Южный Парк». Премьера эпизода состоялась на Comedy Central в США 9 февраля 2022 года.

## Сюжет
Рэнди Марш посещает выставку каннабиса, где узнает, что некоторые люди бойкотируют фермы по выращиванию каннабиса, на которых не работают люди других рас. Рэнди говорит с Шэрон, Шелли и Стэном Маршами об отсутствии у них взаимодействия с чернокожими, тем более, что Стэн никогда не играет исключительно с Токеном Блэком. Стэн приглашает Токена, его родителей, Стива и Линду Блэк, на ферму ужинать.
Во время ужина выясняется, что имя Токена на самом деле «Толкин», в честь Дж. Р. Р. Толкина. Рэнди приглашает Стива работать в Tegridy Farms и Стив соглашается оказать финансовую консультацию для него. Стэн потрясен, узнав настоящее имя Толкина: когда он звонит Кайлу Брофловски и Эрику Картману, то обнаруживает, что он был единственным человеком, который думал, что имя пишется, как Токен. Стив видит рекламный щит, на котором рекламируются «Целебные семена», из-за чего злится, но когда Рэнди отдает ему часть прибыли от недавнего роста целебных семян благодаря новой рекламе, он соглашается с идеей работать с целебными семенами, хотя и понимает, что он и был товаром.
Стэн идет к врачу и делится своими опасениями по поводу расизма из-за того, что считает, что имя Толкина связано с символизмом. Доктор критикует ошибку Стэна и ломает четвертую стену, обращаясь к его речи. Он советует Стэну почитать книги.
Стэн начинает читать Дж. Р. Р. Толкина. Стив предлагает Рэнди новую линию марихуаны, но тот отказывается, поэтому Стив покидает ферму. В классе Стэн делится своими знаниями из книг Толкина и предлагает сделать книги обязательными для чтения всем. Позже Стэн произносит речь в школьном спортзале, объявляя этот день Днем Дж. Р. Р. Толкина, но когда он приглашает Толкина выступить, тот заявляет, что ненавидит всё, что связано с Дж. Р. Р. Толкином и «Властелином колец». Толкин встречает Стэна в его доме, где Стэн признается, что ошибся с его именем. Он прощает Стэна и сообщает, что Стив купил ферму по выращиванию марихуаны прямо напротив фермы Tegridy, которую Стив назвал «Credigree Weed». Рэнди возмущен тем, что Стив крадет его клиентов, используя знания, которым он научил Стива и выгоняет Толкина из своего дома, обещая принять меры против Стива. В конце на экране появляется доктор, чтобы снова сломать четвертую стену относительно имени Толкина.

## Отзывы
Дэн Кэффри из The A.V. Club поставил эпизоду оценку «А», высоко оценив тему Толкина в этом эпизоде и заявив: «Из всех выдающихся эпизодов Толкина в истории Южного Парка мне будет трудно найти такой же забавный и проницательный, как сегодняшнее „Большой сговор“, в котором фэнтезийная мифология и выращивание травки объединяются, чтобы взять на себя тяжёлую задачу высмеивающий перформативный союз».
Джон Шварц из Bubbleblabber оценил эпизод на 8 баллов из 10, комментируя историю расовых дискуссий в Южном Парке, заявив, что «„Извинения перед Джесси Джексоном“ как бы представил неверные представления Мэтта Стоуна и Трея Паркера от белых людей о чёрной культуре, „Большой сговор“ фокусируется на них чуть больше. Это интересный разговор, однако интересно, что мы действительно не получили чёткого представления о том, каким должен быть „тур с извинениями“, и, возможно, даже Мэтт и Трей тоже борются с этим».